# Hermann Joseph Hummel
Hermann Joseph Hummel (* 1. Juni 1834 in Mainz-Weisenau; † 5. Mai 1921 in Hochheim am Main) war ein deutscher Fabrikant, Kommerzienrat, Verbandsfunktionär und Politiker.

## Familie
Hummel war der Sohn des Landwirts und Küfers Urban Hummel (* 18. Mai 1811 in Weisenau; † 2. Februar 1847 ebenda) und dessen Ehefrau Catharina geborene Kaub (* 17. März 1815 in Weisenau; † 1891 ebenda). Hummel, der katholischer Konfession war, heiratete am 9. Oktober 1862 in Hochheim am Main Josepha Munck (* 14. April 1843 in Hochheim am Main), der Tochter der Hochheimer Gastwirts Georg Adam Munck. Sein Enkel Diether Hummel wurde ebenfalls Präsident des Verbands Deutscher Sektkellereien.

## Leben
Hummel besuchte die Volksschule Weisenau und das Gymnasium in Mainz. Nach dem frühen Tod des Vaters musste er als 14-Jähriger die Schule verlassen und den väterlichen Hof übernehmen. 1850 bis 1843 machte er bei einem Mainzer Getreidehändler eine kaufmännische Lehre und arbeitete danach bei Mainzer Henkell & Co. Sektkellerei in der Walpodenstraße. 1857 wechselte er zu Burgeff, wo er 1859 Prokurist wurde. Ab 1871 war als Direktor technischer Leiter des Unternehmens, 1887/88 erhielt er auch die kaufmännische Leitung. 1919 schied er aus dem operativen Geschäft aus, blieb aber bis zu seinem Tode Aufsichtsrat des Unternehmens.
Hummel gehörte er Handelskammer Wiesbaden und dem Deutschen Handelstag an. Er war erster Vorsitzender der Nahrungsmittel-Berufsgenossenschaft und bis 1921 Präsident im Verband Deutscher Sektkellereien.

## Politik
Hummel vertrat liberale Positionen und trat 1918 der DVP bei. Er war langjähriger Stadtverordnetenvorsteher in Hochheim am Main. Dem Kreistag des Landkreises Wiesbaden gehörte er von 1886 bis 1918/19 an und war dort auch Kreisausschussmitglied bzw. Kreisdeputierter. 1893 bis 1918 war er für den Landkreis Wiesbaden Mitglied im Nassauischen Kommunallandtag und Provinziallandtags der Provinz Hessen-Nassau. 1811 und 1815 bis 1818 war er Alterspräsident des Kommunallandtags. Im Kommunallandtag gehörte er dem Finanz- und Wegebauausschuss an.

## Ehrungen
1914 wurde er zum Geheimen Kommerzienrat ernannt. Er wurde von der Stadt Hochheim am Main zum Ehrenbürger ernannt.